# Dobera
Dobera é um género botânico pertencente à família Salvadoraceae.

## Espécies seleccionadas
- Dobera alleni
- Dobera coriacea
- Dobera dubia
- Dobera glabra
- Dobera loranthifolia
- Dobera macalusoi
- Dobera roxburghii